# Kreon (König von Korinth)
Kreon (altgriechisch Κρέων Kréōn), der Sohn des Lykaithos, war König von Korinth. Hyginus nennt ihn einen Sohn des Menoikeus, was aber wahrscheinlich auf eine Verwechselung mit Kreon, dem König von Theben zurückzuführen ist. Er war der Vater des Hippotes und der Glauke, die auch Kreusa genannt wird.
Alkmaion hatte mit Manto, der Tochter des Teiresias, zwei Kinder, Amphilochos und Tisiphone. Diese schickte er zur Erziehung zu Kreon. Da Kreons Gattin Merope eifersüchtig auf Tisiphone war, verkaufte sie sie als Sklavin. Wie der Zufall es wollte, kaufte Alkmaion nichtsahnend seine eigene Tochter.
Als Iason nach Korinth kam, versprach Kreon ihm seine Tochter Glauke zur Frau. Daraufhin schickte Iason Medea, mit der er liiert war, fort. Aus Rache schickte Medea Glauke ein verzaubertes Gewand. Als Kreon seiner Tochter half, das Kleid anzuziehen, entzündete sich das Kleid und Glauke und Kreon verbrannten. Nach Hyginus handelte es sich bei dem Geschenk um eine Krone.